# Deep Cuts, Volume 2 (1977–1982)
«Deep Cuts, Volume 2 (1977—1982)» — збірник пісень гурту «Queen» за період з 1977 по 1982 рік. Як і його попередник, «Том 1», він містить менш відомі пісні «Queen».

## Трек-лист
| #   | Назва                                                  | Автор           | Тривалість |
| --- | ------------------------------------------------------ | --------------- | ---------- |
| 1.  | «Mustapha» (з Jazz, 1978)                              | Фредді Мерк'юрі | 3:01       |
| 2.  | «Sheer Heart Attack» (з News of the World, 1977)       | Роджер Тейлор   | 3:27       |
| 3.  | «Spread Your Wings» (з News of the World, 1977)        | Джон Дікон      | 4:34       |
| 4.  | «Sleeping on the Sidewalk» (з News of the World, 1977) | Браян Мей       | 3:07       |
| 5.  | «It's Late» (з News of the World, 1977)                | Мей             | 6:27       |
| 6.  | «Rock It (Prime Jive)» (з The Game, 1980)              | Тейлор          | 4:33       |
| 7.  | «Dead on Time» (з Jazz, 1978)                          | Мей             | 3:23       |
| 8.  | «Sail Away Sweet Sister» (з The Game, 1980)            | Мей             | 3:33       |
| 9.  | «Dragon Attack» (з The Game, 1980)                     | Мей             | 4:18       |
| 10. | «Action This Day» (з Hot Space, 1982)                  | Тейлор          | 3:34       |
| 11. | «Put Out the Fire» (з Hot Space, 1982)                 | Мей             | 3:18       |
| 12. | «Staying Power» (з Hot Space, 1982)                    | Мерк'юрі        | 4:12       |
| 13. | «Jealousy» (з Jazz, 1978)                              | Мерк'юрі        | 3:13       |
| 14. | «Battle Theme» (з Flash Gordon, 1980)                  | Мей             | 2:20       |

## Музиканти
- Фредді Мерк'юрі: головний і бек-вокали, піаніно, синтезатор, клавішні, синт-бас в «Staying Power».
- Браян Мей: соло-гітара, головний вокал в «Sail Away Sweet Sister» і «Sleeping on the Sidewalk», фальцет-вокал «Put out the Fire», бек-вокал, синтезатор, перкусія.
- Роджер Тейлор: ударні, перкусія, головний вокал в «Rock it (Prime Jive)», спільний головний вокал в «Sheer Heart Attack» і «Action This Day», бек-вокал, синтезатор, ритм-гітара і бас-гітара в «Sheer Heart Attack».
- Джон Дікон: бас-гітара, акустична гітара, синтезатор, ритм-гітара в «Staying Power».